# Global Justice Movement
O termo Global Justice Movement foi popularizado pelo jornalista George Monbiot em seu livro The Age of Consent, lançado em 2003. Monbiot usa esse termo guarda-chuva para todos aquelas pessoas e organizações que buscam justiça em uma escala global. Pessoas, com ponto de vista político oposto, dizem que é um movimento antiglobalização. No entanto Monbiot afirma que o movimento também tem demonstrado habilidades organizacionais globais para passar sua mensagem. Monbiot reivindica um novo governo mundial ou um parlamento mundial que utilize o modelo "uma pessoa um voto". Ele sugere 600 representantes eleitos democraticamente para o parlamento global com cerca de 10 milhões de votos por representante. Alguns destes representantes teriam de ser eleitos de uma coleção de vários pequenos países vizinhos. O Parlamento Mundial teria poder político real sobre os poderes nacionais especialmente para obrigá-los a paralisar atos de agressão contra outros países.
Monbiot argumenta que a democracia é a única real viável alternativa ao comunismo e ao  anarquismo. Ele também pede um comércio mundial livre e cita os efeito danosos do embargo comercial contra Cuba e o Iraque como uma evidência contra a posição contrária.